# عسل‌خوار کوتوله سرسرخ
عسل‌خوار کوتوله سرسرخ (نام علمی: Myzomela erythrocephala) نام یک گونه از سرده عسل‌خوارهای کوتوله است. خاستگاه این عسل‌خوار، کشور استرالیا، اندونزی و پاپوآ گینه نو می‌باشد. جان گولد در سال ۱۸۴۰ نخستین فردی بود که این پرنده را توصیف نمود. دو زیرگونه از این پرنده شناسایی شده که اولین آنها با نام ام.ای. اریتروسفالا، در اطراف خط ساحلی گرمسیری استرالیا و دیگری با نام ام. ای اینفوسکاتا، در گینه جدید زندگی می‌کنند. هر چند توزیع گستردگی پراکنش آنها فراتر از این محدوده‌ها می‌باشد. اتحادیه بین‌المللی حفاظت از طبیعت، جمعیت گونهٔ ام. ای اینفوسکاتا را در فهرست گونه در نزدیکی تهدید قرار داده‌است و به‌طور کلی و به دلیل محدودهٔ گسترده پراکنش، دربارهٔ حفظ این‌گونه نگرانی اندکی وجود دارد.
اندازهٔ این پرنده ۱۲ سانتیمتر (۴٫۷ اینچ) می‌باشد که با این تفاسیر می‌توان گفت یک عسل‌خوار کوچک، با دمی کوچک و منقاری به نسبت بلند است. عسل‌خوار کوتوله یک دودیسی جنسی است. نر آن دارای سر قرمز براق می‌باشد که در قسمت‌های زیرین به رنگ قهوه‌ای متمایل و تاحدودی تبدیل به خاکستری-قهوه‌ای کم‌رنگ می‌باشد و این در حالی است که ماده‌ها عمدتاً پره‌های زینتی خاکستری-قهوه‌ای دارند. زیستگاه طبیعی این پرندگان جنگل‌های گرمسیری همراه با پوشش مانگرو می‌باشد. در هنگام تغذیه و در زیر سایبان جنگل بسیار فعال و پر جنب و جوش هستند و از گلی به گل دیگر پر می‌کشند و به شکار حشرات می‌پردازند که چرخهٔ اصلی غذایی این پرنده را تشکیل می‌دهند. لانهٔ این پرنده به شکل یک فنجان وارونه در میان درختان مانگرو است و معمولاً ۲ یا ۳ تخم سفید با خال‌های کوچک قرمز می‌گذارد.

## نگارخانه

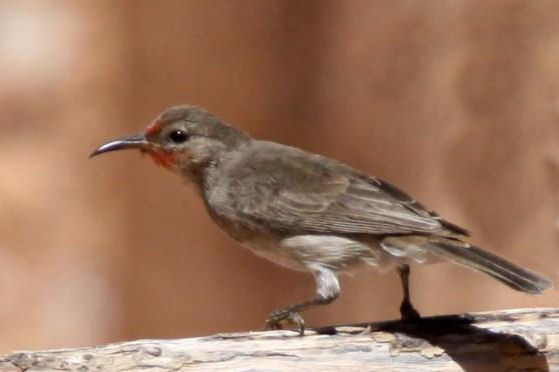
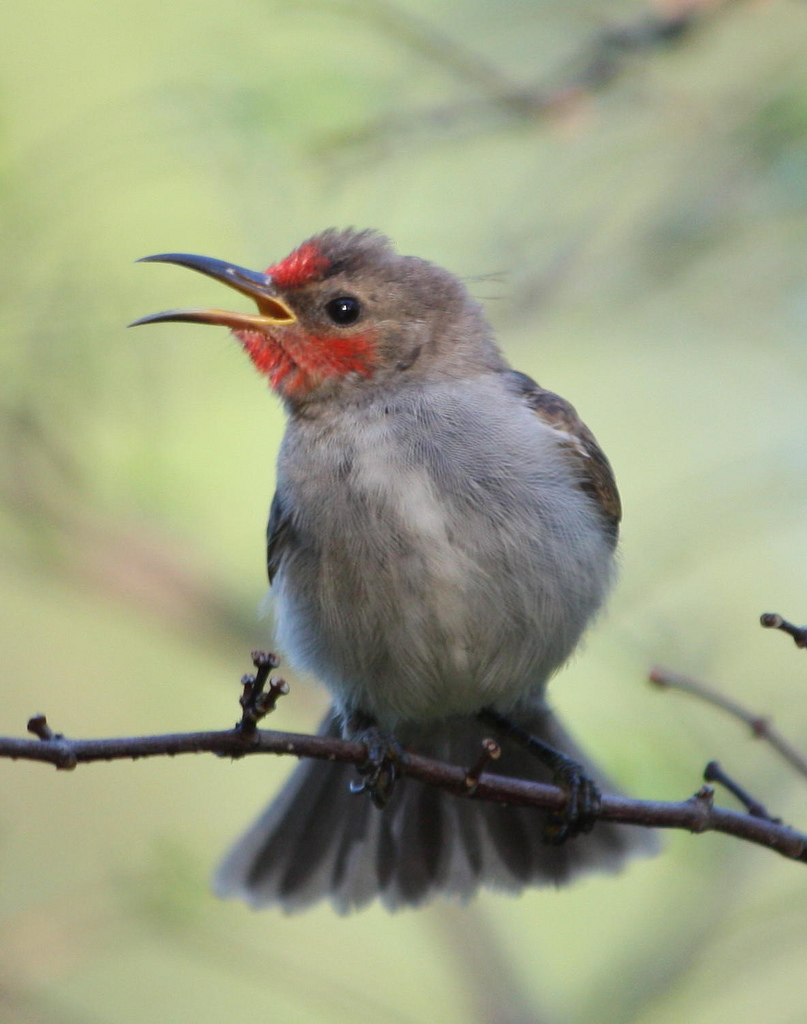
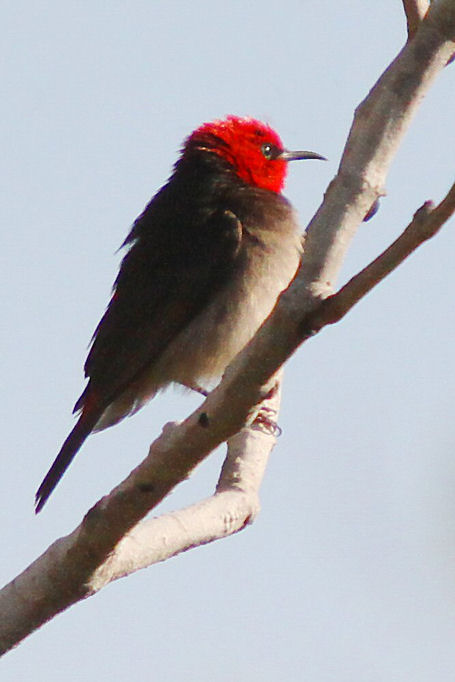